# 促甲状腺激素
促甲状腺激素（thyrotropic hormone）又称促甲状腺素（thyrotropin）、甲狀腺促素、甲状腺刺激激素（thyroid-stimulating hormone，TSH），简称甲促素，是一个由垂体前叶当中的促甲状腺激素细胞所分泌的肽类激素。该激素用于调节甲状腺的内分泌功能。

## 生理学

甲状腺激素系统中的T_{3}和T_{4}，与促甲状腺激素和促甲状腺激素释放激素（TRH）的交互过程。

### 对甲状腺激素的调节
促甲状腺激素刺激甲状腺分泌甲状腺素（T4）和三碘甲狀腺原氨酸（T3）的分泌。而该激素的分泌则由下丘脑分泌，并通过垂体门脉系统转运至垂体前叶的促甲状腺激素释放激素（TRH）所控制。后者的增加会刺激促甲状腺激素的分泌。同样由下丘脑所分泌的生长抑素，则具有相反的作用，即减少或抑制促甲状腺激素的分泌。
而甲状腺激素（T3和T4）在血液中的水平，也会影响脑垂体对促甲状腺激素的释放：当T3和T4较低的时候，促甲状腺激素的释放就增加，反之则减少，即一个负反馈调理作用。

### 亚基
促甲状腺激素是一个糖蛋白，由α和β两个亚基组成，其中：
- α亚基和人绒毛膜促性腺激素（HCG）、黄体生成素（LH）以及促卵泡激素中的α亚基几乎完全相同。该亚基由92个氨基酸序列组成，被认为是一个用于刺激腺苷酸环化酶（涉及生成腺苷）的效应器；
- β亚基由118个氨基酸序列组成，是促甲状腺激素所独有的，因此决定了其感受器的特异性。

### 感受器
促甲状腺激素受体主要被发现存在于甲状腺的滤泡细胞。刺激该受体会增加T3和T4的分泌。当人体受到刺激产生的针对该受体的抗体，会模拟促甲状腺激素的效果，并进而导致弥漫性毒性甲状腺肿。
此外，人绒毛膜促性腺激素也表现出一些与促甲状腺激素受体的交叉反应，并因此刺激甲状腺激素的分泌。对于怀孕时期的妇女，如果人绒膜促性腺激素的高浓度时间被延长，会出现一过性症状，称为妊娠期甲亢。

## 应用

### 诊断
促甲状腺激素在成人体内的血值应该介于0.4至3.0µIU/mL（等价于mIU/L），这个标准在不同的实验室之间会有细微差异。英国的临床生化协会出版的指南建议该激素的参考值为0.4至4.5mIU/L。而美国的国家临床生化科学院则指出，成年人该激素的预期数值应该降低至0.4至2.5µIU/mL。这是因为研究发现，该激素的水平超过2.0µIU/mL的观测对象，在20年内发展为甲状腺功能低下的概率会增加，尤其是甲状腺抗体被检出且升高的情况下。。
儿童相对于成人来说，促甲状腺激素的血值相对较高。2002年美国国家临床生化科学院给出了一个年龄相关度的建议参考值，该参考值从足月分娩婴儿的1.3至19µIU/mL，逐渐下降至10周时的0.6至10µIU/mL，14个月时的0.4至7.0µIU/mL，在儿童至青春期保持缓慢下降，并最终下降至成年的0.4至4.0µIU/mL的水平:第二章。

#### 疾病的诊断
对于怀疑甲状腺激素可能存在超标（甲亢）或过低（甲减）的患者，需要化验促甲状腺激素的血值，作为甲状腺功能检测的一部分。对于结果的解读，还需要同时看T4（甲状腺激素，又称四碘甲腺原氨酸）项的血值。在某些情况下，还需要化验T3（三碘甲腺原氨酸）的血值，来辅助对病情的推断。
| 病灶          | TSH水平 | T4水平 | 致病條件                                                                   |
| ------------- | ------- | ------ | -------------------------------------------------------------------------- |
| 下丘脑/脑垂体 | 高      | 高     | 良性的垂体肿瘤（一种腺瘤）或者甲状腺激素抵抗综合征）                       |
| 下丘脑/脑垂体 | 低      | 低     | 垂体机能减退症                                                             |
| 甲状腺        | 低      | 高     | 甲状腺功能亢进症或者弥漫性毒性甲状腺肿                                     |
| 甲状腺        | 高      | 低     | 先天性甲狀腺機能低下症（克汀病，呆小症）、甲状腺功能减退或者桥本氏甲状腺炎 |

对TSH进行化验，也成为目前对甲状腺疾病进行筛查的建议手段。由于近年来TSH化验的敏感度得到提高，因而成为向对于游离甲状腺激素（FT4）而言更好的筛查工具。

#### 监测
对于需要接受治疗的病人来说，TSH的参考值范围应该控制在0.3至3.0μIU/mL。对于甲状腺激素水平低下的甲状腺机能低下患者，单独化验促甲状腺激素水平通常认为已经足够了。如果TSH数值超出参考值上限，即刻认为通过服药补充的剂量不足，或者治疗的依从性（有效性）差。而下降值太大，则说明有可能过度治疗。对于这两种情况，用药量都需要进行调整。而对于甲亢的患者，则需要同时监测TSH和T4的血值。

## 引用
1. ↑  . 术语在线. 全国科学技术名词审定委员会. （简体中文）
2. ↑  . 樂詞網. 國家教育研究院 （中文（臺灣））.
3. ↑  郭一玲,陈佐伟,张英男,等.重组人甲状腺刺激激素在131Ⅰ治疗分化型甲状腺癌中的作用研究[J].现代肿瘤医学, 2013, 21(11):4.DOI:10.3969/j.issn.1672-4992.2013.11.16.
4. ↑  张天钧.基因重组甲促素(rhTSH)协助治疗甲状腺癌之研究新进展[J].当代医学, 2005(380):469-471.
5. ↑  . Houghton Mifflin Company. 2006. ISBN 0-395-82517-2.
6. 1 2  Sacher, Ronald; Richard A. McPherson. . F.A. Davis Company. 2000. ISBN 0-8036-0270-7.
7. ↑  References used in image are found in image article in Commons:Commons:File:Thyroid_system.png#References.
8. ↑  MCG生理学 5/5ch5/s5ch5_4
9. ↑  Parmentier M, Libert F, Maenhaut C, Lefort A, Gérard C, Perret J, Van Sande J, Dumont JE, Vassart G. . Science. December 1989, 246 (4937): 1620–2. PMID 2556796. doi:10.1126/science.2556796.
10. ↑  Fantz CR, Dagogo-Jack S, Ladenson JH, Gronowski AM. . Clin. Chem. December 1999, 45 (12): 2250–8. PMID 10585360.
11. ↑  Use of thyroid function tests: guidelines development group.  (PDF). 2006-06-01  [2012-02-02]. （原始内容 (pdf)存档于2012-06-11）.
12. 1 2  Baloch Z, Carayon P, Conte-Devolx B, Demers LM, Feldt-Rasmussen U, Henry JF, LiVosli VA, Niccoli-Sire P, John R, Ruf J, Smyth PP, Spencer CA, Stockigt JR. . Thyroid. January 2003, 13 (1): 3–126  [2012-04-28]. PMID 12625976. doi:10.1089/105072503321086962. （原始内容存档于2014-09-02）.
13. ↑  Baskin et. al.  (PDF). American Association of Clinical Endocrinologists: 462, 465. 2002.[永久]